# Lomatia lachesis
Lomatia lachesis is een vliegensoort uit de familie van de wolzwevers (Bombyliidae). De wetenschappelijke naam van de soort werd voor het eerst geldig gepubliceerd in 1859 door Johann Egger.